# Eustis (Maine)
Eustis es un pueblo ubicado en el condado de Franklin en el estado estadounidense de Maine. En el Censo de 2010 tenía una población de 618 habitantes y una densidad poblacional de 5,75 personas por km².

## Geografía
Eustis se encuentra ubicado en las coordenadas 45°11′0″N 70°30′25″O / 45.18333, -70.50694. Según la Oficina del Censo de los Estados Unidos, Eustis tiene una superficie total de 107.41 km², de la cual 101.34 km² corresponden a tierra firme y (5.66%) 6.08 km² es agua.

## Demografía
Según el censo de 2010, había 618 personas residiendo en Eustis. La densidad de población era de 5,75 hab./km². De los 618 habitantes, Eustis estaba compuesto por el 98.54% blancos, el 0.16% eran afroamericanos, el 0.65% eran amerindios, el 0.32% eran asiáticos, el 0% eran isleños del Pacífico, el 0% eran de otras razas y el 0.32% pertenecían a dos o más razas. Del total de la población el 0.49% eran hispanos o latinos de cualquier raza.